# Hemisphere (chanson)
Singles de Māya Sakamoto
Mameshiba
(2000) Gravity
(2003)
Hemisphere est le 10e single de Māya Sakamoto sorti sous le label Victor Entertainment le 21 février 2002 au Japon. Il arrive 22e à l'Oricon et reste classé neuf semaines pour un total de 54 460 exemplaires vendus durant cette période.
Hemisphere a été utilisé comme thème d'ouverture de l'anime RahXephon. Les deux pistes se trouvent sur la compilation Single Collection+ Nikopachi, et Hemisphere se trouve aussi sur la compilation  Everywhere.

## Liste des titres
Toute la musique et les arrangements ont été composées par Yōko Kanno.
Toutes les paroles sont écrites par Yuho Iwasato.
| 1. | Hemisphere (ヘミソフィア)                 |  |
| 2. | Ongaku (音楽)                             |  |
| 3. | Hemisphere (without maaya) (ヘミソフィア) |  |